# Eduard Meyer

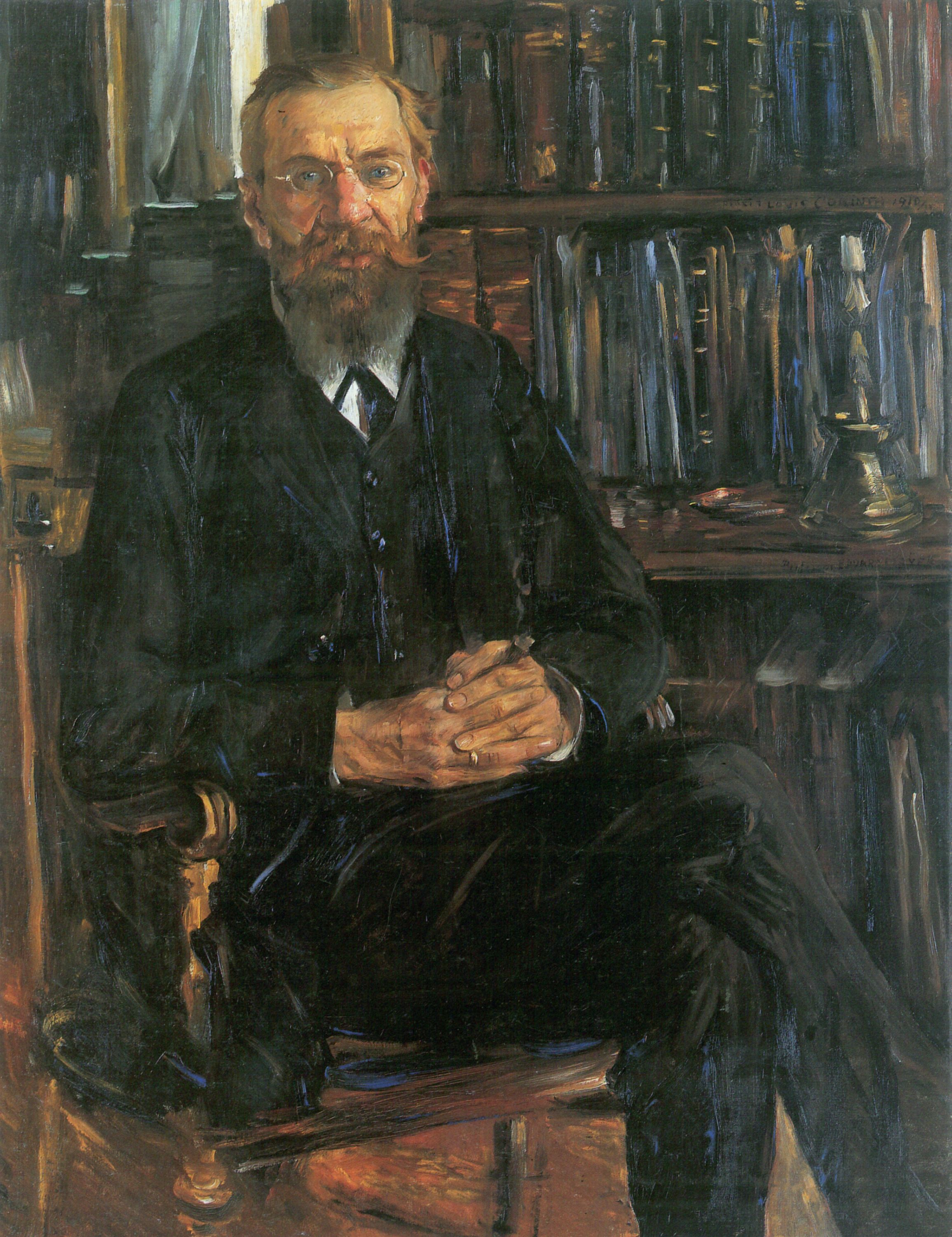
Eduard Meyer, Gemälde 1910/11 von Lovis Corinth, (Kunsthalle Hamburg)

Eduard Meyer (* 25. Januar 1855 in Hamburg; † 31. August 1930 in Berlin) war ein deutscher Althistoriker, Ägyptologe und Altorientalist. Er war einer der letzten Historiker, die eine wissenschaftliche Gesamtdarstellung des Altertums (und nicht nur der griechisch-römischen Antike) verfassten. Sein Bruder war der Keltologe Kuno Meyer.
Meyers Hauptwerk ist die Geschichte des Alterthums (5 Bände, 1884–1902). Indem er die historische Entwicklung in Vorderasien, Ägypten und Griechenland bis um 355 v. Chr. in einen umfassenden politik-, wirtschafts- und kulturgeschichtlichen Rahmen stellte, befreite er die griechische Geschichte aus der bislang üblichen isolierten Betrachtungsweise. Das Werk gilt als erstrangiger Beitrag zur Altertumswissenschaft.

## Leben

### Schulzeit in Hamburg
Eduard Meyer wuchs in seiner Geburtsstadt Hamburg auf. Seine Eltern waren Henriette und Eduard Meyer. Sein Vater war ein liberal eingestellter Hanseate und studierter Altphilologe. Er interessierte sich für Geschichte und veröffentlichte mehrere Bücher zur Geschichte Hamburgs und der Antike. Den Söhnen Eduard und Kuno brachte er schon früh die alten Sprachen nahe, die er selbst am Johanneum unterrichtete. Auch seine Söhne besuchten diese Schule.
Das Johanneum war das traditionsreichste Gymnasium der Stadt. Zur Schulzeit Meyers wurde es vom Altphilologen Johannes Classen geleitet, der als Mentor und Förderer Meyers gilt. Die Beschäftigung mit Latein und Altgriechisch war obligatorisch und erreichte in der Oberstufe sogar wissenschaftliches Niveau. Hier wurde Meyer von Lehrern wie dem Gräzisten und Thukydides-Spezialisten Franz Wolfgang Ullrich und dem Latinisten und Horaz-Spezialisten Adolph Kießling unterrichtet. Bei Kießling war es beispielsweise üblich, in lateinischer Sprache über Horaz zu diskutieren. Bereits als Schüler beschäftigte Meyer sich mit der Geschichte des antiken Kleinasiens. Seine spätere Habilitation fußte auf den Vorarbeiten aus der Gymnasialzeit. Auch Hebräisch und Arabisch begann er schon während seiner Schulzeit zu erlernen. Im Frühjahr 1872 bestand er die Abiturprüfung. Aufgrund seiner ausgezeichneten Leistungen wurde ihm ein Stipendium gewährt.

### Studienzeit
Studienziel Meyers war es zunächst, möglichst viele Sprachen des alten Orients zu erlernen, um diese für historische Studien verwenden zu können. Als erstes ging Meyer an die Universität Bonn. Hier erfüllten sich die hohen Ansprüche des Studenten jedoch nicht. Vor allem der Althistoriker Arnold Schaefer enttäuschte ihn. Nach nur einem Semester wechselte er deshalb zum Wintersemester 1872/73 an die Universität Leipzig.
Leipzig war zu dieser Zeit ein Zentrum der Orientalistik. Dort verliefen Meyers Studien außerordentlich fruchtbar. Er lernte beim Indogermanisten Adalbert Kuhn Sanskrit, Persisch und Türkisch, bei Otto Loth Arabisch, Syrisch bei Heinrich Leberecht Fleischer und Ägyptisch bei Georg Ebers. Außerdem studierte er Geschichte, Philosophie und Völkerkunde. Neben den indogermanischen und semitischen Sprachwissenschaften wandte Meyer sich auch der antiken Religionsgeschichte zu. 1875 wurde er mit einer – beim Ägyptologen Georg Ebers verfassten – religionsgeschichtlichen Studie über die altägyptische Gottheit Set-Typhon zum Doktor der Philosophie promoviert.

### Zwischen Studium und Professur
Durch einen Zufall bekam Meyer nach der Promotion eine Anstellung beim englischen Generalkonsul in Konstantinopel, Philip Francis. Dort war er als Erzieher der Kinder angestellt. Für Meyer war dies geradezu ideal, da er auf diese Weise die Möglichkeit wahrnehmen konnte, einige Stätten der altorientalischen und antiken Kultur zu besichtigen. Francis starb jedoch schon ein Jahr später, und wenige Monate darauf endete auch Meyers Anstellung. Er begleitete die Familie noch nach England zurück. Dort konnte er das Britische Museum besuchen.
Nach seiner Rückkehr nach Deutschland leistete Meyer zunächst seinen Militärdienst in Hamburg ab. 1878 ging er wieder nach Leipzig, wo er sich im Frühjahr 1879 für das Fach Alte Geschichte habilitierte. Seine Habilitationsschrift behandelte die Geschichte des Königreichs Pontos. Es folgten mehrere Jahre als Privatdozent in Leipzig. Es war eine Zeit, an die sich Meyer später noch gern zurückerinnerte, da ihm der Kontakt und der Meinungsaustausch mit seinen gleichaltrigen Kollegen gefiel. Ebenso mochte er es, durch den Lehrauftrag gezwungen, das komplette Spektrum der Alten Geschichte abzudecken. Er sah es als einen heilsamen Zwang an, der ihn letztlich auch dazu brachte, sich mit der Alten Geschichte in ihrer Gesamtheit und innerhalb der anderen alten Kulturen zu beschäftigen. Es entstand der Plan für eine Gesamtgeschichte des Altertums. Der erste Band erschien 1884 und begründete den herausragenden Ruf des Verfassers in Fachkreisen.
Meyer war aufgrund seiner Sprachkenntnisse in der Lage, auch fundierte Forschungen zum Bereich der altorientalischen Geschichte durchzuführen. Sein diesbezügliches Werk, das von der oft einseitigen Idealisierung der griechisch-römischen Antike losgelöst war, reicht jedoch nur bis ins 4. Jahrhundert v. Chr.; auch später erschien keine vergleichbare Veröffentlichung eines einzelnen Autors.
1884 heiratete Eduard Meyer Rosine Freymond.

### Professuren

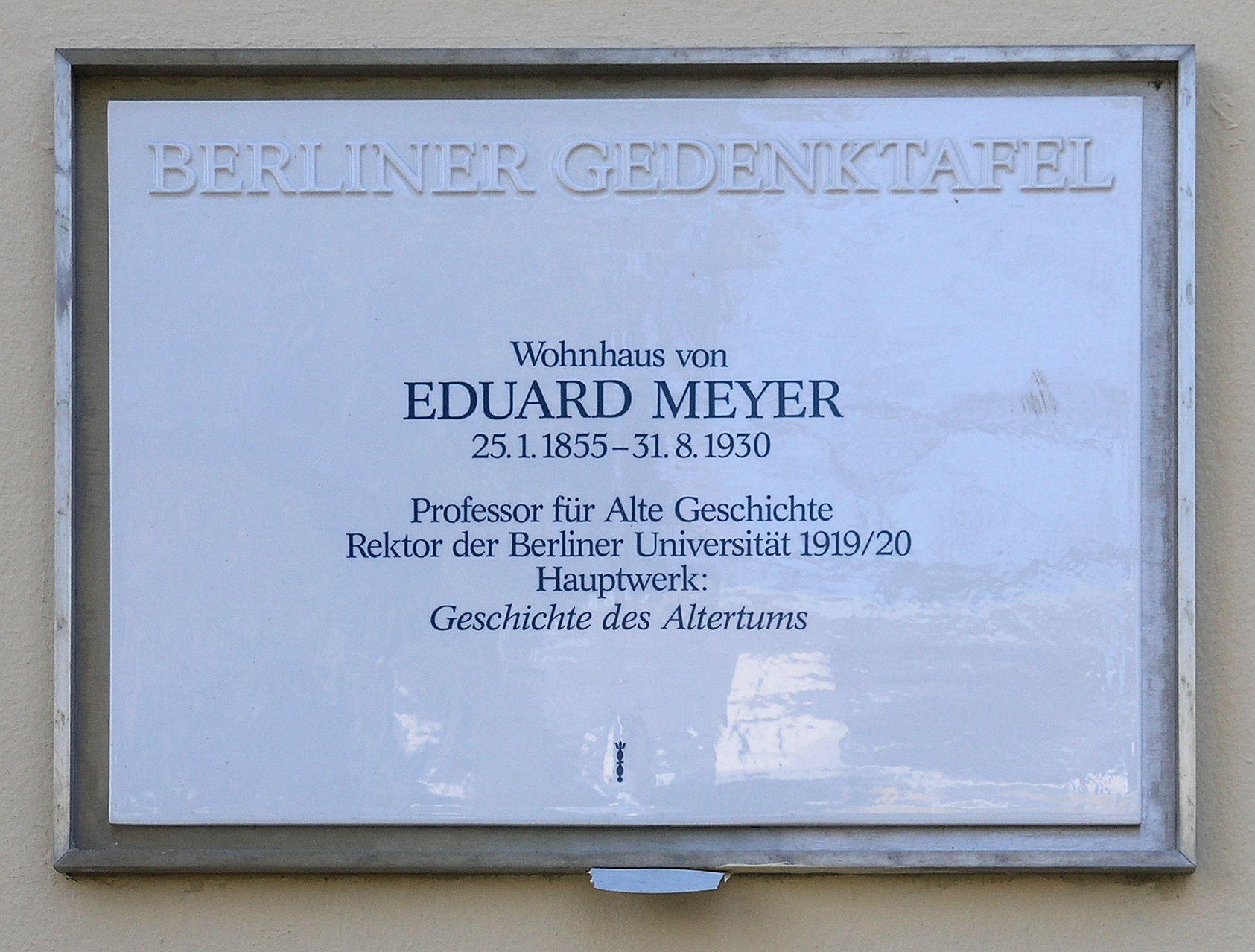
Berliner Gedenktafel am Haus Mommsenstraße 7, in Berlin-Lichterfelde

Nach der Erlangung der Professur in Leipzig wurde er 1885 als Ordinarius auf den althistorischen Lehrstuhl an die Universität Breslau berufen. Dort setzte er seine Geschichte des Althertums fort und veröffentlichte auch andere Werke. 1889 folgte er einem Ruf als erster Professor für Alte Geschichte an die Universität Halle. 1900 wies er ein Lehrstuhlangebot der Universität München ab; einen Ruf an die Friedrich-Wilhelms-Universität zu Berlin nahm er hingegen 1902 an. Am Winckelmannstag 1899 wurde er zum ordentlichen Mitglied des Deutschen Archäologischen Instituts ernannt. Seit 1904 hielt Meyer sich mehrmals zu Kongressbesuchen und Gastprofessuren in den USA auf. Im Studienjahr 1919/20 war er Rektor der Berliner Universität.
Der Klassisch-Philologische Verein Halle und der Akademisch-Philologische Verein Berlin im Naumburger Kartellverband ernannten Meyer zum Ehrenmitglied.
Er starb 1930 in Berlin. Die Grabstätte befindet sich auf dem Parkfriedhof Lichterfelde in der Abteilung 15-Ugt.-218.

### Politische Position
Im Ersten Weltkrieg trat Meyer für weitreichende territoriale Annexionen ein. 1915 war er dafür, nicht nur „große Gebiete im Osten“ zu annektieren, sondern darüber hinaus Belgien dauerhaft zum „Vasallenstaat“ zu degradieren und die deutsch-französische Grenze „rücksichtslos nach unseren Bedürfnissen“ zu revidieren. Im August 1917 gehörte er zu den Gründern der Deutschen Vaterlandspartei (DVLP). Nach Kriegsende schloss sich Meyer der Deutschnationalen Volkspartei (DNVP) an. Aus Protest gegen die Politik der Siegermächte gegenüber Deutschland gab Meyer die Ehrendoktorwürden zurück, die ihm von englischen und amerikanischen Universitäten – unter anderem von Oxford und Harvard – verliehen worden waren.

## Schriften (Auswahl)
- Geschichte des Alterthums. 5 Bände, Stuttgart 1884–1902; zahlreiche Nachdrucke.
- Die wirtschaftliche Entwicklung des Altertums. Ein Vortrag. Jena 1895.
- Ägyptische Chronologie. Berlin 1904.
- Die Israeliten und ihre Nachbarstämme. Halle 1906.
- Der Papyrusfund von Elephantine. Dokumente einer jüdischen Gemeinde aus der Perserzeit und das älteste erhaltene Buch der Weisheitsliteratur. Leipzig 1912.
- Ursprung und Geschichte der Mormonen. Mit Exkursen über die Anfänge des Islams und des Christentums. Halle 1912.
- Caesars Monarchie und das Principat des Pompejus. Stuttgart 1918.
- Ursprung und Anfänge des Christentums. 2 Bände, Stuttgart 1921–1923.
- Spenglers Untergang des Abendlandes. Berlin 1925.